# Trauzl test
Trauzl test olovnog bloka, koji se još naziva i Trauzl test, ili samo Trauzl, je test koji se koristi za merenje jačine eksplozivnih materijala. Razvio ga je Isidor Trauzl 1885. godine.
Ispitivanje se vrši ubacivanjem uzorka eksploziva umotanog u foliju od 10 g (0,022 lb) u rupu izbušenu u olovnom bloku specifičnih dimenzija i svojstava (mekani olovni cilindar, prečnika 200 mm (7,9 in) i visine 200 mm (7,9 in), sa rupom dubine 125 mm (4,9 in) i prečnika 25 mm (0,98 in)).  Rupa se zatim dopunjava peskom, a uzorak se detonira električnim putem. Nakon detonacije, meri se povećanje zapremine šupljine. Rezultat, dat u cm³, naziva se Trauzlov broj eksploziva.
Trauzl test nije koristan za neke moderne eksplozive veće snage jer njihova snaga često puca u olovni blok, ne ostavljajući rupu za merenje. 
Varijanta testa koristi aluminijumski blok kako bi se izbeglo izlaganje učesnika opasnostima vezanim za olovo.

## Istorija
Metodu ispitivanja razvio je 1885. hemičar Isidor Trauzl, koji se, kao austrijski oficir, a kasnije sa Alfredom Nobelom, bavio istraživanjem eksploziva. Prva međunarodna standardizacija predložena je 1903. godine.   Kasnije je, pored upotrebe cilindričnog olovnog bloka, predloženo i sferično olovno telo.  Današnji test, poznat kao BAM test olovnog bloka, u suštini je zasnovan na uslovima ispitivanja koje je 1961. godine opisao Federalni institut za istraživanje i ispitivanje materijala.  Anhidrovana pikrinska kiselina je preporučeno korišćena kao supstanca za poređenje za test. 

## Testovi ispitivanja
Test pokazuje za koliko se povećava zapremina unapred definisane šupljine u bloku olova prečnika 200 mm (7,9 in) i visine 200 mm (7,9 in) kada se zapali određena količina ispitivane supstance. U tu svrhu, 10 g (0,022 lb) ispitivane supstance se napuni kvarcnim peskom u rupu dubine 125 mm (4,9 in) i prečnika 25 mm (0,98 in)) i zatim zapali definisanim detonatorom. Nakon čišćenja rupe, rezultujuća zapremina se meri vodom. Jedinica mere je cm³/g. Pošto se u testu koristi količina uzorka od 10 g (0,022 lb), u literaturi se često navode vrednosti u cm³ za 10 g.
BAM olovni blok test, kao test F.3, dio je šeme ispitivanja za klasifikaciju samoreagujućih supstanci klase 4.1 i organskih peroksida klase 5.2 u smislu propisa o opasnim materijama.  Test modifikovanog olovnog bloka F.4 se sprovodi sa olovnim blokom sa modifikovanom geometrijom.  Drugi testovi za procenu eksplozivne moći su testovi balističkog minobacača F.1 i F.2. 
Drugi kriterijumi za poređenje su TNT ekvivalent i test peska.

## Metoda ispitivanja
- Formirajte uzorak eksploziva od 10 g (0,022 lb) u cilindar prečnika 24,5 mm (0,96 in), umotajte ga u limenu foliju (80-100 g/m2) i umetnite detonator br. 6 u centar.
- Stavite ovo na dno olovnog raspeća i napunite rupu suvim kvarcnim prahom.
- Izvodi se eksplozija i uvećana rupa ( V ) se puni vodom i meri se zapremina.
- Pošto je početna zapremina 61 mililitar, proširena vrednost je vrednost dobijena oduzimanjem 61 od izmerene vrednosti.
- Takođe, zapremina vode se meri sa 15 °C (59 °F) kao standardnom temperaturom.
- Pošto je ekspanzijska vrednost trinitrotoluena 270 do 280 mililitara, ovo se koristi kao 100 za procenu drugih eksploziva.

Ovaj metod ispitivanja daje dobre rezultate kada je vrednost ekspanzije oko 300 mililitara, ali slabi eksplozivi imaju tendenciju da budu manji od očekivanih, a jaki su preveliki.
Iz tog razloga postoji tendencija precenjivanja visokih eksploziva koji su razvijeni u modernim vremenima, a rezultati Trauzl testa se koriste za procenu premija pomorskog osiguranja za transport eksploziva. Stoga, Lloid's Insurance Union i Nippon Kaiji Kentei Kiokai razmatraju preispitivanje metoda evaluacije.

## Metode izračunavanja
Postoje radovi koji povezuju izmerena ispupčenja olovnih blokova ΔVTrauzl sa molekularnom formulom i svojstvima materijala. Prilikom procene ispupčenja olovnog bloka 70 supstanci tipa CaHbNcOd i uključujući molarnu masu M i entalpiju formiranja ΔfH0 za gasnu fazu, funkcija sa:
{\displaystyle {\text{(1)}}\qquad \Delta V_{\text{Trauzl}}=c_{0}+c_{1}{\frac {a}{M}}+c_{2}{\frac {c}{M}}+c_{3}{\frac {\Delta _{f}H^{\circ }}{M}}\qquad {\text{mit}}\qquad {\begin{cases}c_{0}=1390\\c_{1}=-23881\\c_{2}=-26528\\c_{3}=114{,}18~\end{cases}}}
nalazi se.  Slična korelacija je rezultat procene ispupčenja olovnog bloka 72 supstance i 11 smeša tipa CaHbNcOd samo na osnovu molekularne formule i uključivanja faktora korekcije V+ i V− za različite vrste zamene koje se povećavaju ili smanjuju vrednosti.  Pronađena korelacija je:
{\displaystyle {\text{(2)}}\qquad \Delta V_{\text{Trauzl}}=c_{0}+c_{1}{\frac {a}{d}}+c_{2}{\frac {b}{d}}+c_{3}V^{+}+c_{4}V^{-}\qquad {\text{mit}}\qquad {\begin{cases}c_{0}=578{,}8~\\c_{1}=-175{,}4~\\c_{2}=-88{,}88~\\c_{3}=140{,}3~\\c_{4}=-122{,}4~\end{cases}}}
Sledeća tabela daje faktore korekcije za tipične strukturne elemente:
| Strukturni element         | V+ (cm3) | V+ (cm3) |
| -------------------------- | -------- | -------- |
| R-(ONO2)x za x = 1, 2      | 1,0      | –        |
| R-(ONO2)x za x > 2         | 0,5      | –        |
| R-(NNO2)x za x = 1, 2, ... | 0,5      | –        |
| Ph-(NO2)x za x = 1, 2      | 0,5      | –        |
| H2N-C(=O)-NH-R             | –        | 1,0·x    |
| Ph-(OH)x ili Ph-(ONH4)x    | –        | 0,5 · x  |
| Ph-(NH2)x ili Ph-(NHR)x    | –        | 0,4 · x  |
| Ph-(OR)x                   | –        | 0,2 · x  |
| Ph-(COOH)x ili Ph-(ONH4)x  | –        | 0,9 · x  |

Ph – fenil grupa, R – ostatak organskog molekula

## Karakteristike
Dimenzije:
- Visina: 200 mm (7,9 in)
- Spoljni prečnik: 200 mm (7,9 in)
- Prečnik kanala: 25 mm (0,98 in)
- Dubina kanala: 125 mm (4,9 in)

## Primeri
Eksplozivna snaga hemijskih eksploziva i eksplozivnih smeša na osnovu njihovog ispupčenja olovnog bloka:
| Supstanca             | Izmerena vrednost | Proračun prema jednačini (1) | Proračun prema jednačini (2) |
| --------------------- | ----------------- | ---------------------------- | ---------------------------- |
| Dinitrophenol (DNP)   | 24                |                              |                              |
| Acetonperoxid         | 25,0              |                              |                              |
| Hloratni eksplozivi   | 22–29             |                              |                              |
| Hexogen (T4)          | 48,0              |                              |                              |
| HMTD                  | 33,0              | 37,1                         |                              |
| Oktogen (HMX)         | 48,0              | 44,0                         | 47,2                         |
| Nitroglicerin         | 52,0              | 55,8                         | 54,1                         |
| PETN/Nitropenta       | 52,3              | 51,4                         | 51,7                         |
| Pikrinska kiselina    | 31,5              | 34,1                         | 32,9                         |
| TNT                   | 30,0              | 30,0                         | 30,0                         |
| Dipikril oksid        | 37,3              | 36,2                         | 39,0                         |
| Heksanitrodifenilamin | 32,5              | 35,6                         | 31,7                         |
| HNS                   | 30,1              | 32,8                         | 33,0                         |

## Literatura
- UN Recommendations on the Transport of Dangerous Goods, Manual of Tests and Criteria. ISBN 92-1-139087-7.. Fifth Revisited Edition 2009, United Nations Publication, New York/ Geneva,
- Thomas M. Klapötke: Chemistry of High-Energy Materials. стр. 161—164., 3. ISBN 978-3-11-043932-8.. Auflage. Walter de Gruyter, Berlin/ Boston 2015,